# Hubbardia briggsi
Hubbardia briggsi är en spindeldjursart som först beskrevs av Verner Hawsbrook Rowland 1972.  Hubbardia briggsi ingår i släktet Hubbardia och familjen Hubbardiidae. Inga underarter finns listade i Catalogue of Life.